# نواه بيلاتو
نواه بيلاتو (بالإنجليزية: Noah Pilato)‏ هو لاعب كرة قدم أمريكي في مركز الوسط، ولد في 25 يونيو 1996 في Oak Hill, Fairfax County, Virginia ‏ في الولايات المتحدة. لعب مع لودون يونايتد.

## وصلات خارجية
- نواه بيلاتو على موقع قاعدة بيانات كرة القدم.إي يو (الإنجليزية)
- نواه بيلاتو على موقع Soccerway.com (الإنجليزية)